# Herserud

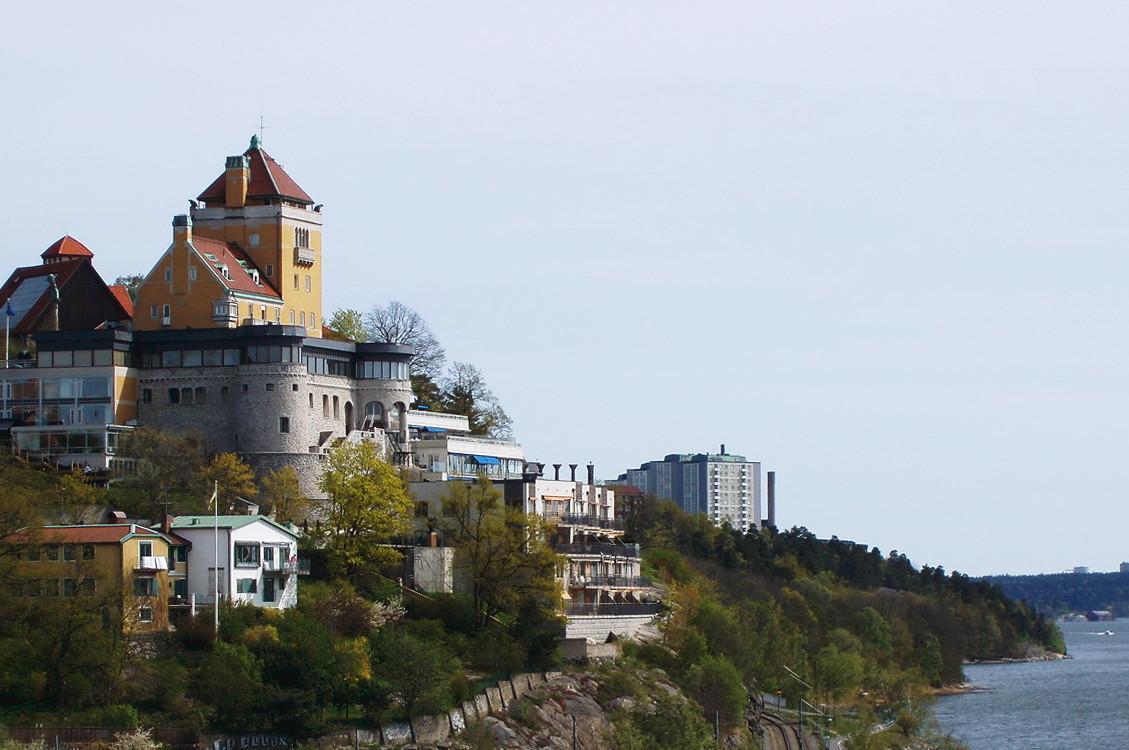
Herserud vy mot öster med Foresta på Herserudsklippan, december 2006.

Herserud är en kommundel i sydvästra delen av Lidingö kommun i Stockholms län. Herserud gränser i väster till Lilla Värtan, i norr till kommundelen Torsvik, i öster till Hersby och i söder till Baggeby. Bebyggelsen består i huvudsak av villor. Millesgården och Foresta omfattar två större separata fastigheter på Herserudsklippan.

## Historia

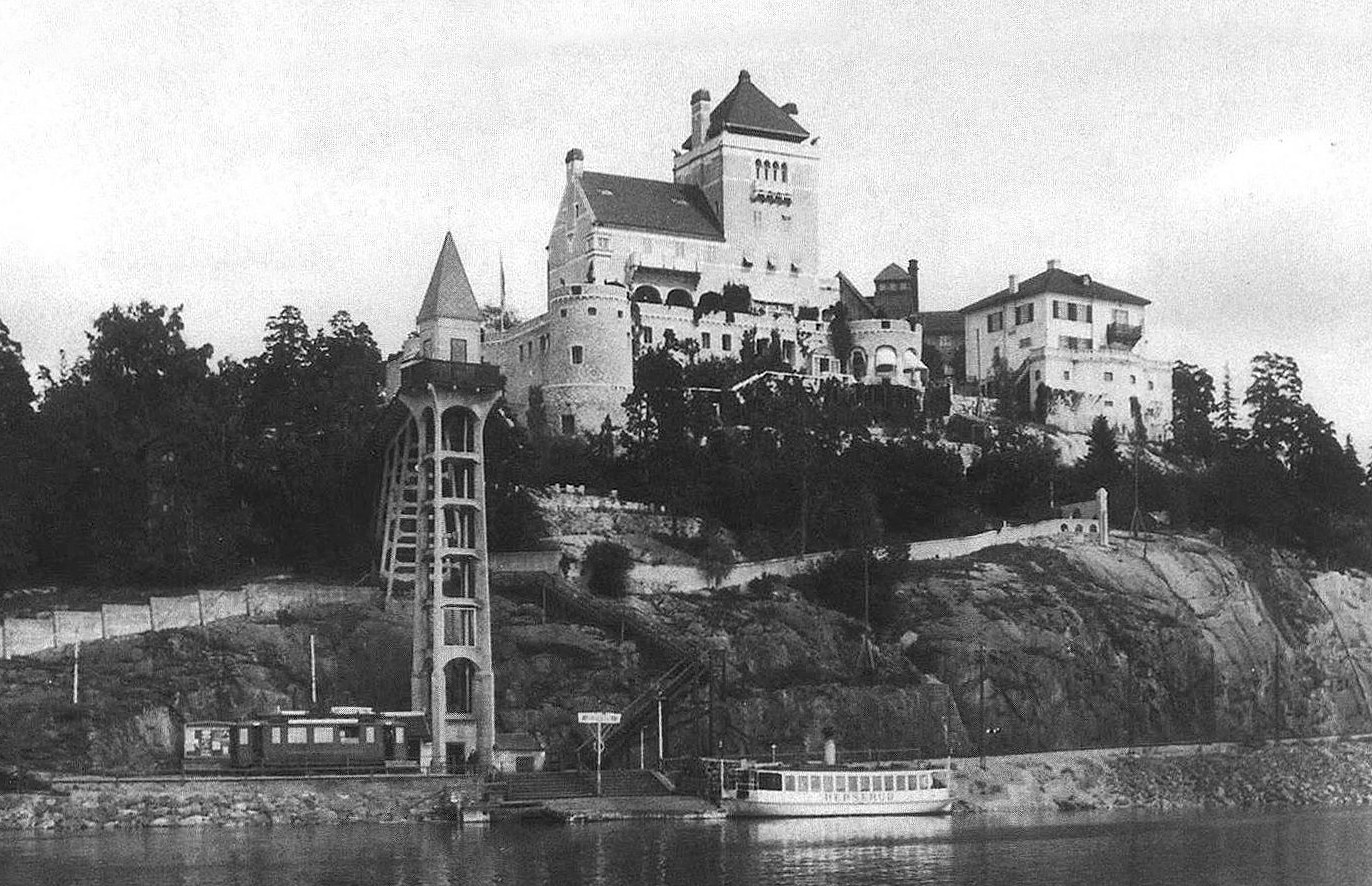
"Herserudsklippan" med Villa Foresta och hissen upp till Herserud från färjeläget över till Ropsten. Millesgården syns delvis till höger på bild högst upp på berget, 1915.

Herserud var det första större markområde på Lidingö som på tidigt 1900-tal hade köptes in av företag från större jordbruksfastigheter och styckades upp i mindre tomter avsedda för villabebyggelse. Den första som köpte en av dessa tomter var Carl Milles när AB Herserud börja sälja sina tomter 1906. Strax efter köpte Wilhelmina Skogh, som vid den tiden var VD för Grand Hôtel i Stockholm, hela fastighetskvarteret Södermanland som i öster gränsade till Carl Milles tomt och uppförde där 1908-1910 sin privatbostad Villa Foresta. Uppgifter finns från Millesgården att Carl Milles inte såg med blida ögon på det enorma palats som Skogh uppförde direkt i anslutning till hans tomt. I Skoghs memoarbok finns heller inte Carl Milles eller Millesgården nämnd med ett enda ord trots att de var grannar ända fram till 1922.
Herserud var också namnet på den ursprungliga västra slutstationen på Lidingöbanan. Genom att Lidingöbron, en pontonbro som 1913 ersatte den ursprungliga flottbron i trä uppförd 1884, var vansklig för fotgängare att ta sig över på till Stockholm vid hårt väder, kunde färjetrafiken med ångbåtar från Herserud över till Ropsten konkurrera med bron ända fram till att den så kallade gamla Lidingöbron stod klar 1925. Den eldrivna hissen upp på Herseudsklippan, som förmodligen byggdes på initiativ av tomtbolaget Herserud AB som exploaterade området för villabebyggelse, underlättade för fotgängare att ta sig in på Lidingö till Herserudsområdet där man annars var hänvisad till Torsviks branta backe upp från stranden vid Lilla Värtan. Hissen, som var en ansenlig betongkonstruktion, fanns kvar till år 1948, varefter den revs.

## Kommunikationer
I kommundelen ligger Lidingöbanans hållplats Torsvik och den tidigare stationen Brogrenen där arkitekt Ivar Tengbom lilla väntkiosk kallad Vindarnas tempel från 1925 fortfarande finns kvar.

## Bilder

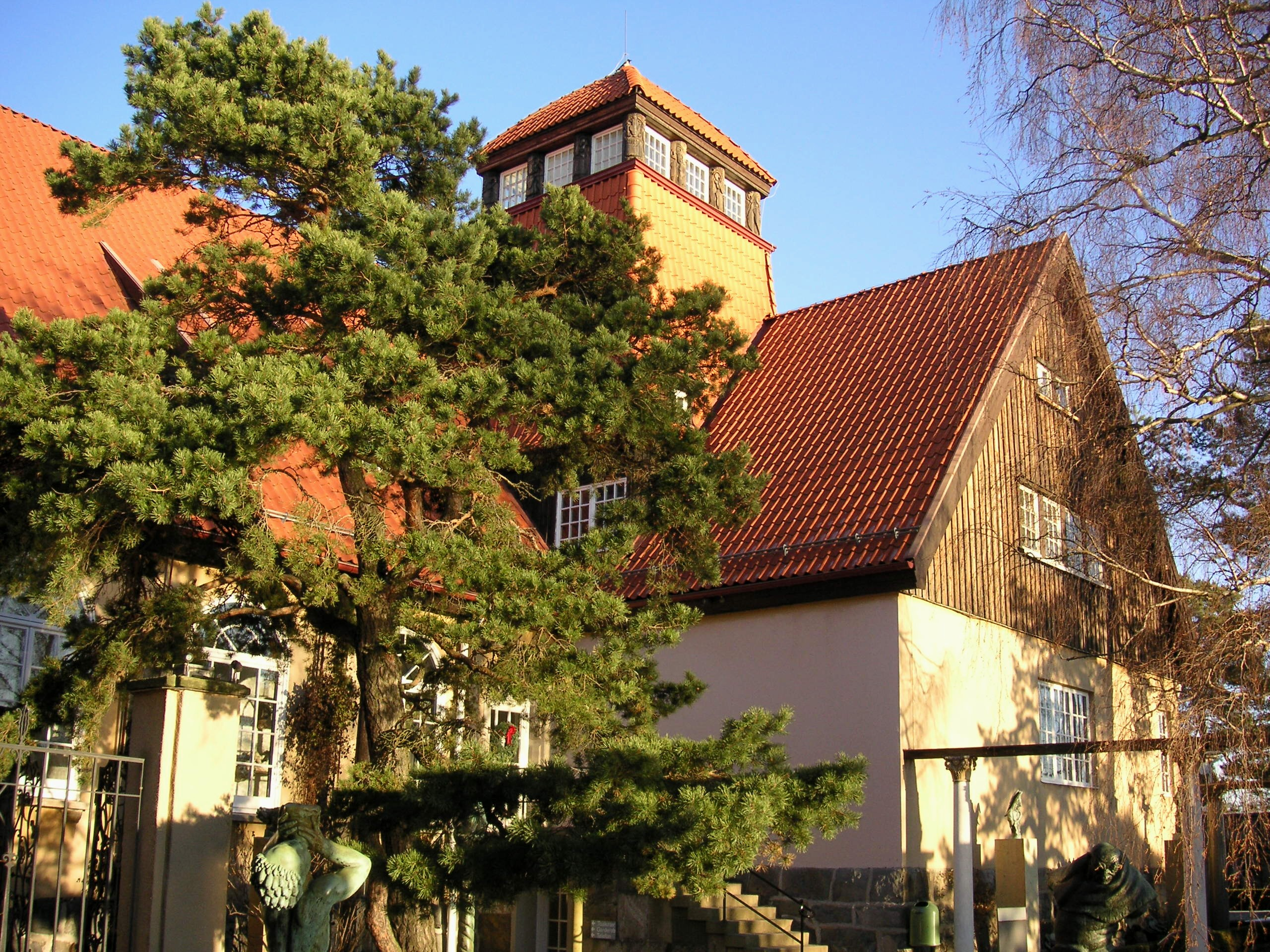
Millesgårdens huvudbyggnad, 2007.
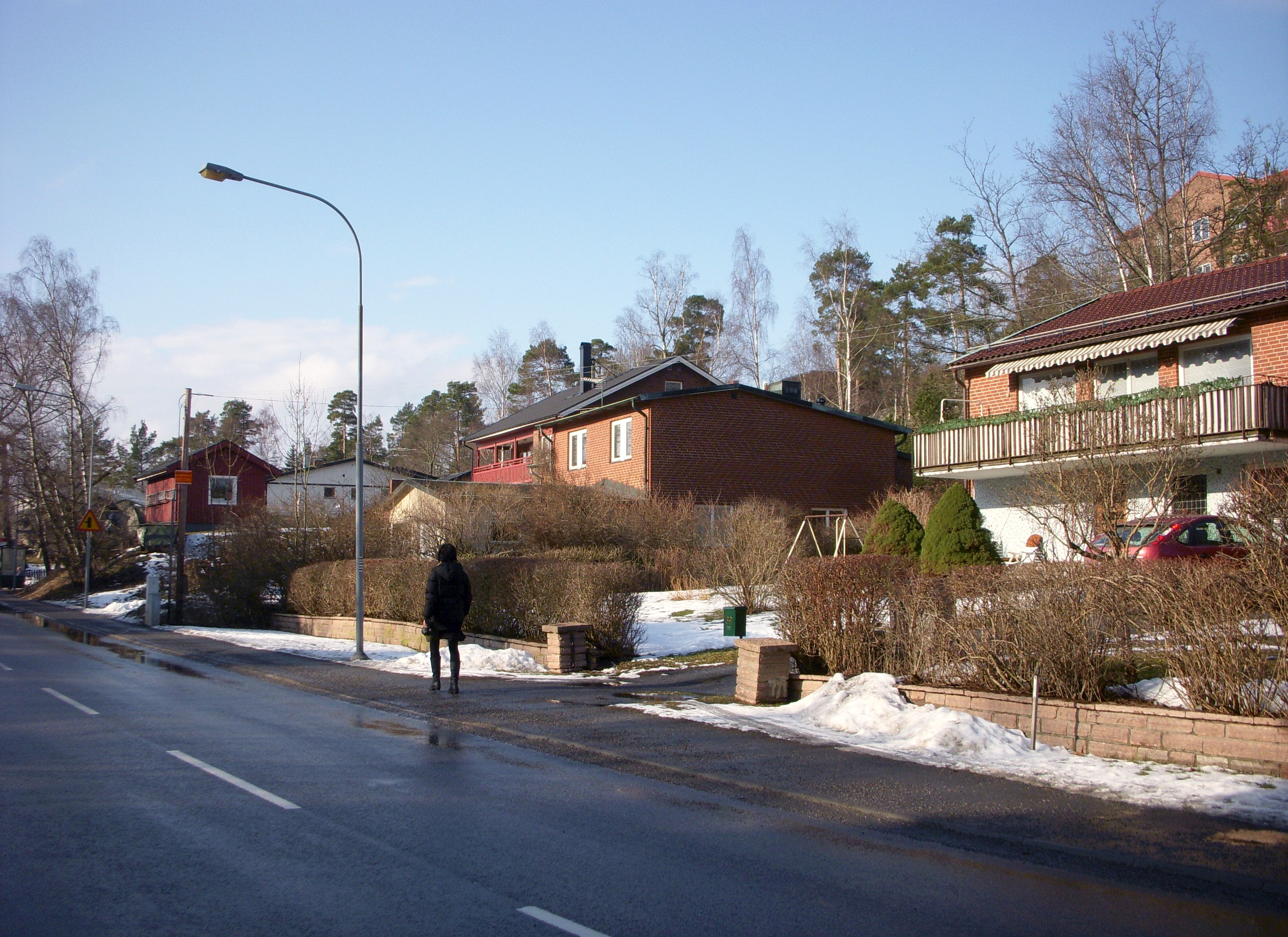
Villabebyggelsen längs Herserudsvägen, 2009.
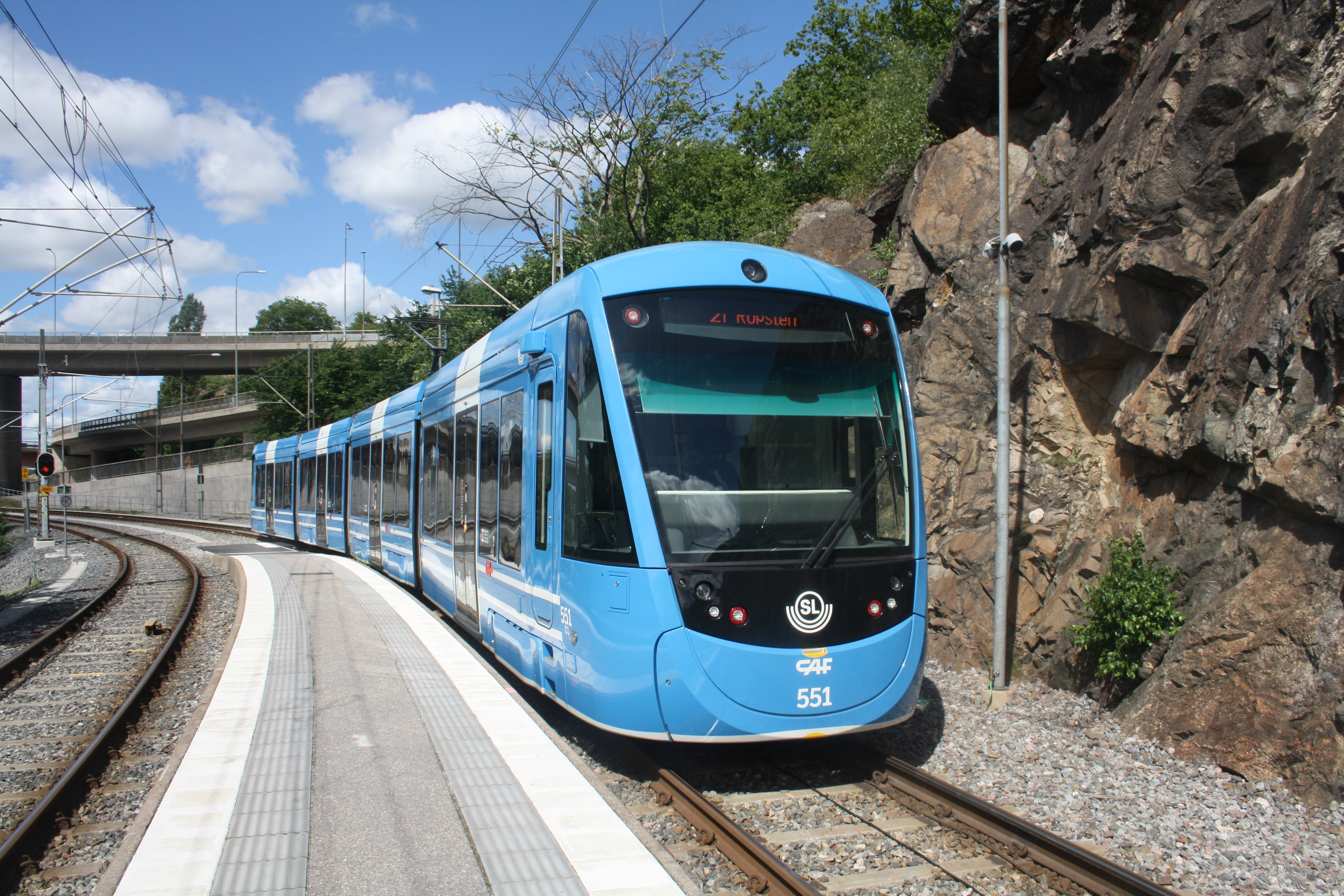
Lidingöbanan nedanför Herserudsklippan, 2016.
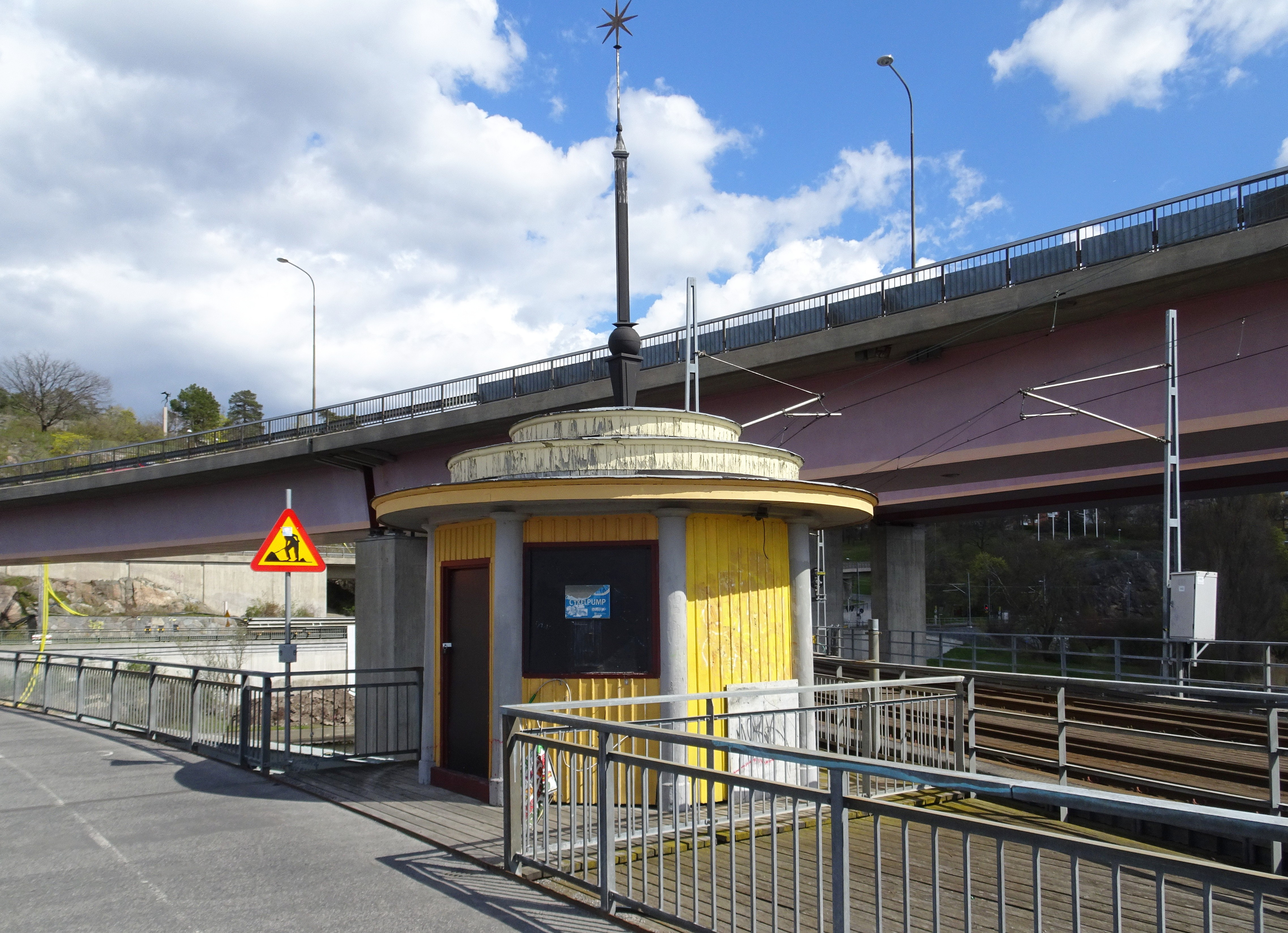
Vindarnas tempel, 2021.